# Лавия, Ромео
Роме́о Ла́вия (фр. Roméo Lavia; родился 6 января 2004) — бельгийский футболист, полузащитник английского клуба «Челси» и сборной Бельгии.

## Клубная карьера
Выступал за молодёжные команды «Волюве» и «Андерлехт». Летом 2020 года присоединился к футбольной академии «Манчестер Сити». 21 сентября 2022 года дебютировал в основном составе «Манчестер Сити», выйдя в стартовом составе в матче Кубка Английской футбольной лиги против «Уиком Уондерерс». 7 января 2022 года дебютировал в Кубке Англии, выйдя на замену Илкаю Гюндогану против «Суиндон Таун». Также в сезоне 2021/22 девять раз был на скамейке запасных «Сити» в матчах Премьер-лиги и шесть раз — в матчах Лиги чемпионов, однако в этих турнирах на поле не выходил.
6 июля 2022 года перешёл в «Саутгемптон» за 10,5 млн фунтов, подписав с клубом пятилетний контракт. 6 августа 2022 года дебютировал в основном составе «Саутгемптона» в матче Премьер-лиги против «Тоттенхэм Хотспур». 30 августа 2022 года забил свой первый гол за «святых» в матче Премьер-лиги против «Челси».
18 августа 2023 года перешёл в «Челси» за 58 млн фунтов. В гонке за бельгийца «синие» выиграли конкуренцию у «Ливерпуля», который также проявлял интерес к хавбеку сборной Бельгии.

## Карьера в сборной
Выступал за сборные Бельгии до 15, до 16, до 19 лет и до 21 года.
17 марта 2023 года получил свой первый вызов в главную сборную Бельгии для участия в матче отборочного турнира к Евро-2024 против сборной Швеции и товарищеском матче против сборной Германии. 28 марта 2023 года дебютировал за сборную Бельгии в матче против сборной Германии.

## Достижения
«Челси»
- Победитель Клубного чемпионата мира: 2025

## Статистика выступлений
Данные приведены по состоянию на 9 декабря 2024 года
| Выступление      | Выступление      | Выступление      | Чемпионат | Чемпионат | Кубки | Кубки | Еврокубки | Еврокубки | Итого | Итого |
| Клуб             | Лига             | Сезон            | Игры      | Голы      | Игры  | Голы  | Игры      | Голы      | Игры  | Голы  |
| ---------------- | ---------------- | ---------------- | --------- | --------- | ----- | ----- | --------- | --------- | ----- | ----- |
| Манчестер Сити   | Премьер-лига     | 2021/22          | 0         | 0         | 2     | 0     | 0         | 0         | 2     | 0     |
| Манчестер Сити   | Итого            | Итого            | 0         | 0         | 2     | 0     | 0         | 0         | 2     | 0     |
| Саутгемптон      | Премьер-лига     | 2022/23          | 29        | 1         | 5     | 0     | 0         | 0         | 34    | 1     |
| Саутгемптон      | Итого            | Итого            | 29        | 1         | 5     | 0     | 0         | 0         | 34    | 1     |
| Челси            | Премьер-лига     | 2023/24          | 1         | 0         | 0     | 0     | 0         | 0         | 1     | 0     |
| Челси            | Премьер-лига     | 2024/25          | 9         | 0         | 0     | 0     | 1         | 0         | 10    | 0     |
| Челси            | Итого            | Итого            | 10        | 0         | 0     | 0     | 1         | 0         | 11    | 0     |
| Всего за карьеру | Всего за карьеру | Всего за карьеру | 39        | 1         | 7     | 0     | 1         | 0         | 47    | 1     |